# Sceaux-sur-Huisne
Sceaux-sur-Huisne település Franciaországban, Sarthe megyében. Lakosainak száma 584 fő (2022. január 1.). Sceaux-sur-Huisne Villaines-la-Gonais, Saint-Maixent, Le Luart, Duneau, Vouvray-sur-Huisne, Boëssé-le-Sec és Tuffé Val de la Chéronne községekkel határos.

## Népesség
A település népessége az elmúlt években az alábbi módon változott:
| Lakosok száma | 573  | 570  | 581  | 570  | 570  | 579  | 577  | 582  | 584  |
|               | 2013 | 2015 | 2016 | 2017 | 2018 | 2019 | 2020 | 2021 | 2022 |